# Метод Даффа
Метод Даффа (англ. Duff's device) в программировании — это оптимизированная реализация последовательного копирования, использующая ту же технику, что применяется для размотки циклов. Первое описание сделано в ноябре 1983 года Томом Даффом (англ. Tom Duff), который в то время работал на Lucasfilm. Пожалуй, это самое необычное использование того факта, что в языке Си инструкции внутри блока switch выполняются «насквозь» через все метки case.
Следует отметить, что Дафф не претендует на открытие самой концепции раскрутки циклов, ему принадлежит лишь её конкретное выражение на языке Си.
В современных решениях польза от применения метода Даффа сомнительна. Оно затрудняет работу оптимизирующих компиляторов и предсказателя переходов. Например, после удаления кода Даффа из XFree86 версии 4.0 (2000 год) бинарные файлы уменьшились примерно на 0,5 МБ и сервер стал загружаться быстрее.

## Применение

### Вывод в регистр (первоначальный вариант)

#### Пример
Традиционный способ последовательного копирования (до открытия Даффа) выглядел так:
```
send
(
to
,
 
from
,
 
count
)

register
 
short
 
*
to
,
 
*
from
;

register
 
count
;

{

    
do
 
{
 
/* Предполагается count > 0 */

        
*
to
 
=
 
*
from
++
;
            
/* Здесь указатель to не увеличивается */

    
}
 
while
 
(
--
count
 
>
 
0
);

}

```

В этом примере to не увеличивается потому, что Дафф копировал в единственный регистр ввода-вывода, отображаемый в память. В современном языке Си определение переменной to должно быть подкреплено с помощью ключевого слова volatile.
Во время оптимизации этого кода Дафф осознал, что «раскрученный» вариант цикла может быть реализован при помощи наложения конструкций switch и do/while.
```
send
(
to
,
 
from
,
 
count
)

register
 
char
 
*
to
,
 
*
from
;

register
 
count
;

{

    
register
 
n
 
=
 
(
count
 
+
 
7
)
 
/
 
8
;

    
if
 
(
!
count
)
 
return
;

    
switch
 
(
count
 
%
 
8
)
 
{

    
case
 
0
:
 
do
 
{
 
*
to
 
=
 
*
from
++
;

    
case
 
7
:
      
*
to
 
=
 
*
from
++
;

    
case
 
6
:
      
*
to
 
=
 
*
from
++
;

    
case
 
5
:
      
*
to
 
=
 
*
from
++
;

    
case
 
4
:
      
*
to
 
=
 
*
from
++
;

    
case
 
3
:
      
*
to
 
=
 
*
from
++
;

    
case
 
2
:
      
*
to
 
=
 
*
from
++
;

    
case
 
1
:
      
*
to
 
=
 
*
from
++
;

               
}
 
while
 
(
--
n
 
>
 
0
);

    
}

}

```

#### Пояснения к примеру
Сам алгоритм был широко известен и раньше: программисты, разрабатывающие программы на ассемблере, применяли его для уменьшения количества сравнений и ветвлений при копировании.
В свою очередь, реализация метода Даффа на языке Си на первый взгляд выглядит необычно.
Однако, этот код написан в соответствии с описанием и стандартом языка Си; спецификация конструкции switch вполне допускает такое использование:
1. На момент изобретения увидело свет лишь первое издание книги «Язык программирования Си», в которой требовалось лишь, чтобы частью конструкции switch была синтаксически правильная инструкция, в том числе блок (составная инструкция), в котором все метки case должны предшествовать какой-либо инструкции внутри блока.
2. Вторая особенность синтаксиса Си состоит в том, что при отсутствии break, управление внутри блока передаётся «вниз и насквозь» от инструкции, стоящей под одной меткой case, к инструкции, стоящей под следующей меткой case.

Сочетание этих двух фактов приводит к тому, что вышеприведённый код выполнит копирование из последовательно расположенных адресов (*from) в отображаемый порт вывода (*to) заданное число раз (count).

### Копирование памяти
Первоначальный вариант метода Даффа предназначался для копирования в регистр ввода-вывода.
Чтобы просто скопировать фрагмент памяти из одного места в другое, нужно добавить автоматическую инкрементацию к каждому упоминанию to:
```
  
*
to
++
 
=
 
*
from
++
;

```

Метод Даффа в таком виде приводится в качестве упражнения
в книге Бьёрна Страуструпа «Язык программирования C++». По-видимому, изменение связано с тем, что автор не ожидает от начинающего программиста знакомства с регистрами ввода-вывода. Практического применения такой вариант не имеет, так как в стандартной библиотеке языка Си уже есть функция копирования участка памяти (memcpy).

### Неявное представление конечных автоматов
Прямое использование конечных автоматов программистами часто затруднено тем, что выбранный язык программирования не позволяет ясно и просто представить состояния и переходы автомата в коде (см. примеры в статье «Автоматное программирование»).
Один из удачных вариантов предложен
Саймоном Тэтхемом и представляет собой способ реализации неявного конечного автомата при помощи метода Даффа. В свою очередь, конечные автоматы были использованы Тэтхемом для реализации сопрограмм, что позволило ему реализовать задачу производителя-потребителя без использования многопоточности и сопутствующих проблем.
Тот же подход, в числе прочих, был использован и Адамом Данкелсом (англ. Adam Dunkels) в его библиотеке «protothreads»,
посвящённой различным способам реализации псевдо-многопоточности при помощи неявных конечных автоматов.
Предложенный подход состоит в конструировании конечного автомата по частям, с использованием нескольких макросов языка Си. В упрощённом виде макросы выглядят так:
```
#define DECLARE() int state

#define INIT() state = 0

#define BEGIN switch (state) { \

                      case 0:

#define YIELD(val) do { \

                        state = __LINE__;   \

                        return val;         \

                      case __LINE__:        \

                        ;                   \

                      } while (0)

#define END }

```

Пример использования (на C++):
```
#include
 
<iostream>

using
 
namespace
 
std
;

class
 
machine
 
{

    
DECLARE
();

public
:

    
machine
()

    
{

        
INIT
();

    
}

    
const
 
char
*
 
next
()

    
{

        
BEGIN
;

            
YIELD
(
"мама"
);

            
YIELD
(
"мыла"
);

            
YIELD
(
"раму"
);

        
END
;

        
return
 
NULL
;

    
}

};

int
 
main
()

{

    
machine
 
m
;

    
while
 
(
const
 
char
*
 
val
 
=
 
m
.
next
())
 
{

        
cout
 
<<
 
val
 
<<
 
' '
;

    
}

    
return
 
0
;

}

```

Эта программа выведет «мама мыла раму», причём каждое слово будет сгенерировано отдельным шагом конечного автомата.